# Sacha van Dorssen
Sacha van Dorssen (Rotterdam, 1940) is een Nederlands modefotograaf. Zij volgde een opleiding aan de Academie voor Beeldende Kunsten Sint-Joost in Breda. Als stageplek koos zij voor Parijs, en kon daar in 1964 als stagiaire aan de slag bij het tijdschrift Elle. Ze bleef na de stage werkzaam bij Elle. Eind jaren 1970 stapte ze over naar Marie Claire, totdat in 1999 haar dienstbetrekking werd beëindigd.
Van Dorssen heeft tevens gewerkt voor Vogue, Stern, Avenue en Harper's Bazaar.

## Tentoonstellingen
- 2021 - Sacha! - 50 jaar modefotografie, Stedelijk Museum Breda[1]

- Biblioteca Nacional de España: XX1249332
- Bibliothèque nationale de France: cb12643879h (data)
- CiNii: DA09235171
- Gemeinsame Normdatei: 1012503739
- International Standard Name Identifier: 0000 0004 5302 5930
- Library of Congress Control Number: n87887214
- Nationale bibliotheek van Australië: 49785881
- Nederlandse Thesaurus van Auteursnamen: 068683421
- Réseau des bibliothèques de Suisse occidentale: 02-A012352390
- RKD-Nederlands Instituut voor Kunstgeschiedenis: 208954
- Système universitaire de documentation: 086114972
- Trove: 1496384
- Virtual International Authority File: 49843515
- WorldCat: E39PBJwCWjfvy3rQMFGJCwkMT3